# Казак, Вольфганг
Во́льфганг Ка́зак (нем. Wolfgang Kasack, также Во́льфганг Ге́рманович Ка́зак; 20 января 1927, Потсдам — 10 января 2003, Мух) — немецкий славист, литературовед и переводчик.

## Биография
Казак родился в Потсдаме в семье писателя Германа Казака. 17-летним был призван на фронт, оказался в советском лагере для военнопленных, где познакомился с русским языком и культурой. В ноябре 1946 года вернулся в Германию.
В 1951 году окончил Гейдельбергский университет, с 1951 по 1953 изучал славистику в Гёттингенском университете, где получил степень доктора наук.
С 1956 по 1960 работал переводчиком в посольстве ФРГ в Москве, с 1960 по 1969 занимал должность ответственного работника по научному обмену между ФРГ и СССР. В 1969 стал заведующим кафедрой славянской филологии и директором Института славистики Кёльнского университета.
Главный труд его жизни — «Лексикон русской литературы XX века».
Казак перевёл на немецкий язык произведения Каверина, Паустовского, Розова, Саши Соколова, Солженицына, Тендрякова и Терновского.
Как считает Д. Чкония, смысл русской прозаической речи Казак переводил верно, однако в стихах разбирался слабо, опирался на советчиков.

## Книги
- Lexikon der russischen Literatur ab 1917, 1976.
  - русский перевод, с дополнениями: Вольфганг Казак. Лексикон русской литературы XX века. — М.: Культура, 1996. — С. 191. — 491 с. — ISBN 5-83334-0019-В.
  - Энциклопедический словарь русской литературы с 1917 года, 1976 (нем. изд., 2-е нем. изд. 1986, русское издание OPI, London, 1988) — ISBN 0-903868-73-3.
- Russische Weihnachten: ein literarisches Lesebuch, 2000.
- Christus in der russischen Literatur, 2000.
- Der Tod in der russischen Literatur: Aufsätze und Materialien aus dem Nachlaß, 2005.

## Награды
- Премия имени отца Александра Меня.
- Премия Иоганна Генриха Фосса за перевод (1981).
- Медаль А. С. Пушкина (1992, Международная ассоциация преподавателей русского языка и литературы)[5].